# Ödön Vaszkó
Ödön Vaszkó (1896-1945) est un peintre hongrois.

## Biographie
Ödön Vaszkó fréquente et se forme dans plusieurs écoles d'art indépendantes puis, comme l'un des fondateurs de l'Université hongroise des beaux-arts, il fait partie des jeunes artistes progressifs gravitant autour de János Vaszary.
Sa première exposition est organisée au Salon National de 1924. Sa première exposition individuelle date 1928, au Ernst Múzeum de Budapest, et expose en 1931 en collaboration avec Jenő Barcsay. Il est récompensé d'un Premier Prix par l'Université des beaux-arts de Gênes en 1929. Une de ses peintures, représentant Florence, a été acquise par le Whitney Museum of American Art de New York. Il est un membre fondateur de l'Association des Nouveaux Artistes (UME).
Ödön Vaszkó est le fils de Endre Vaszkó (1869-1942), docteur en droit, haut magistrat et conseiller ministériel émérite, et de Angyalka Kleszka. Il est le frère du peintre Erzsébet Vaszkó (1902-1986) et l'époux de Alice Burchard-Bélaváry, également peintre et fille de l'artiste Istvan Burchard-Bélavary (1864-1933).

## Galerie

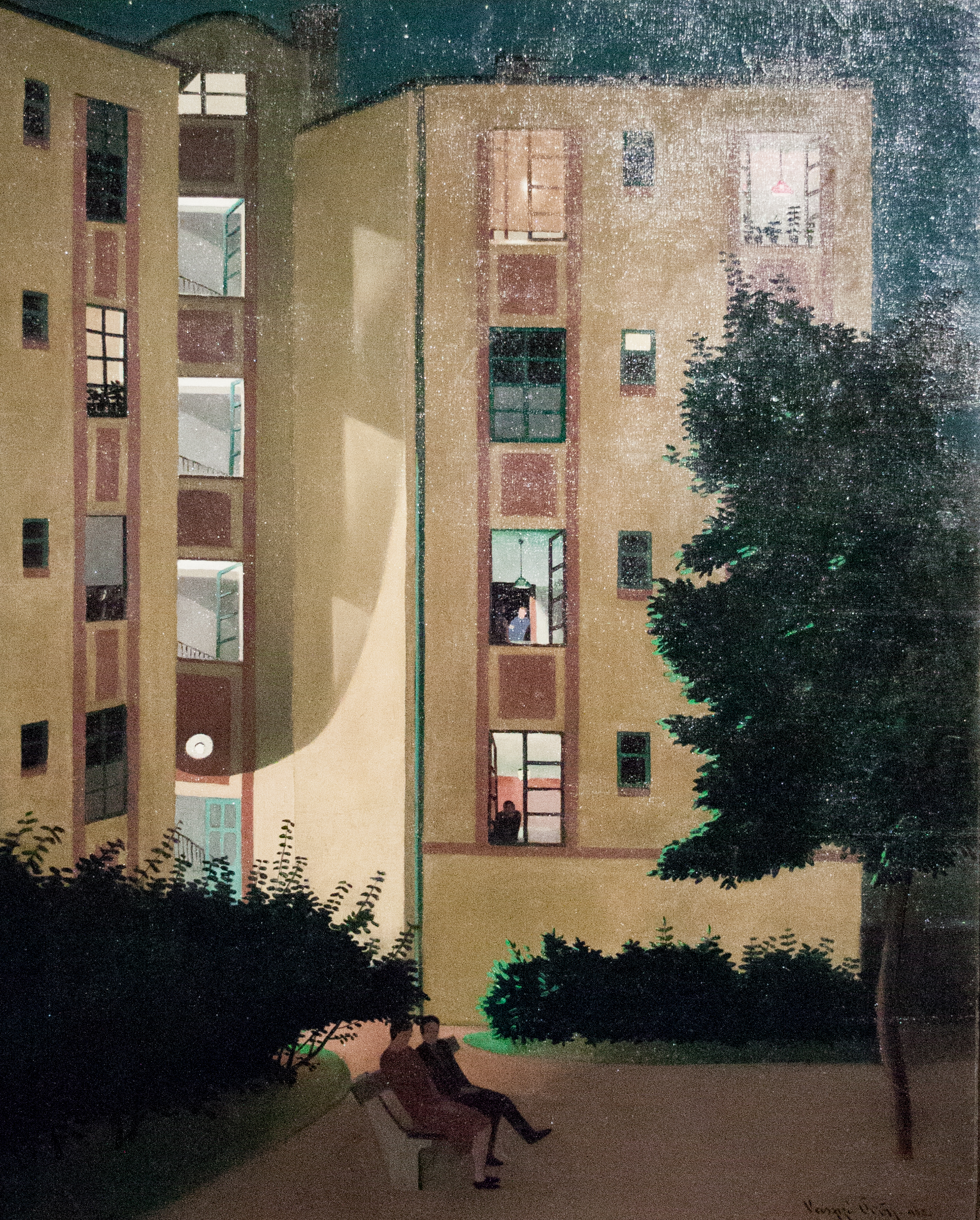
Immeuble locatif
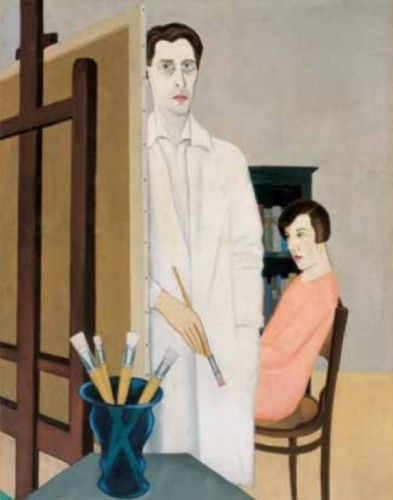
Autoportrait du couple Vaszkó
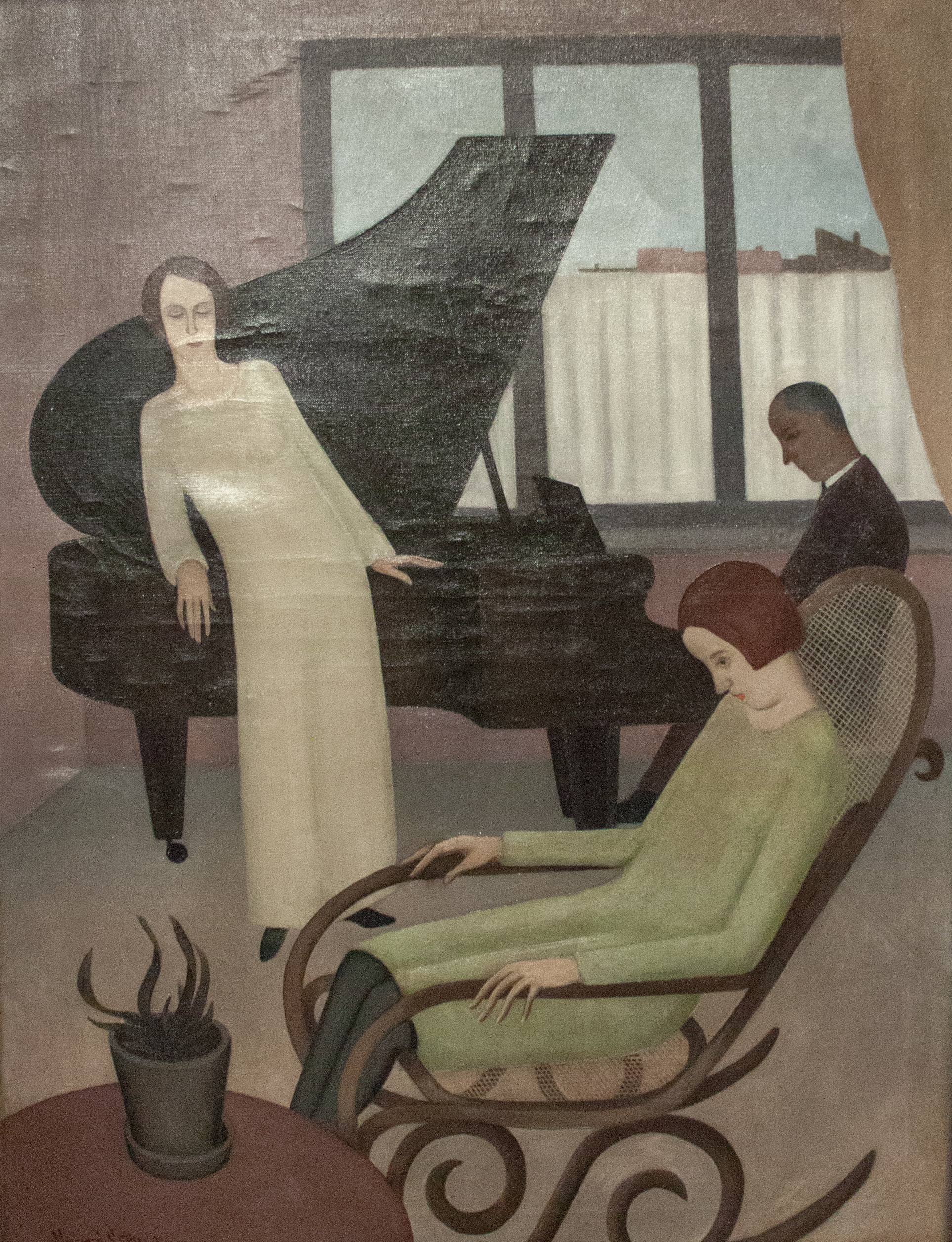
Concert
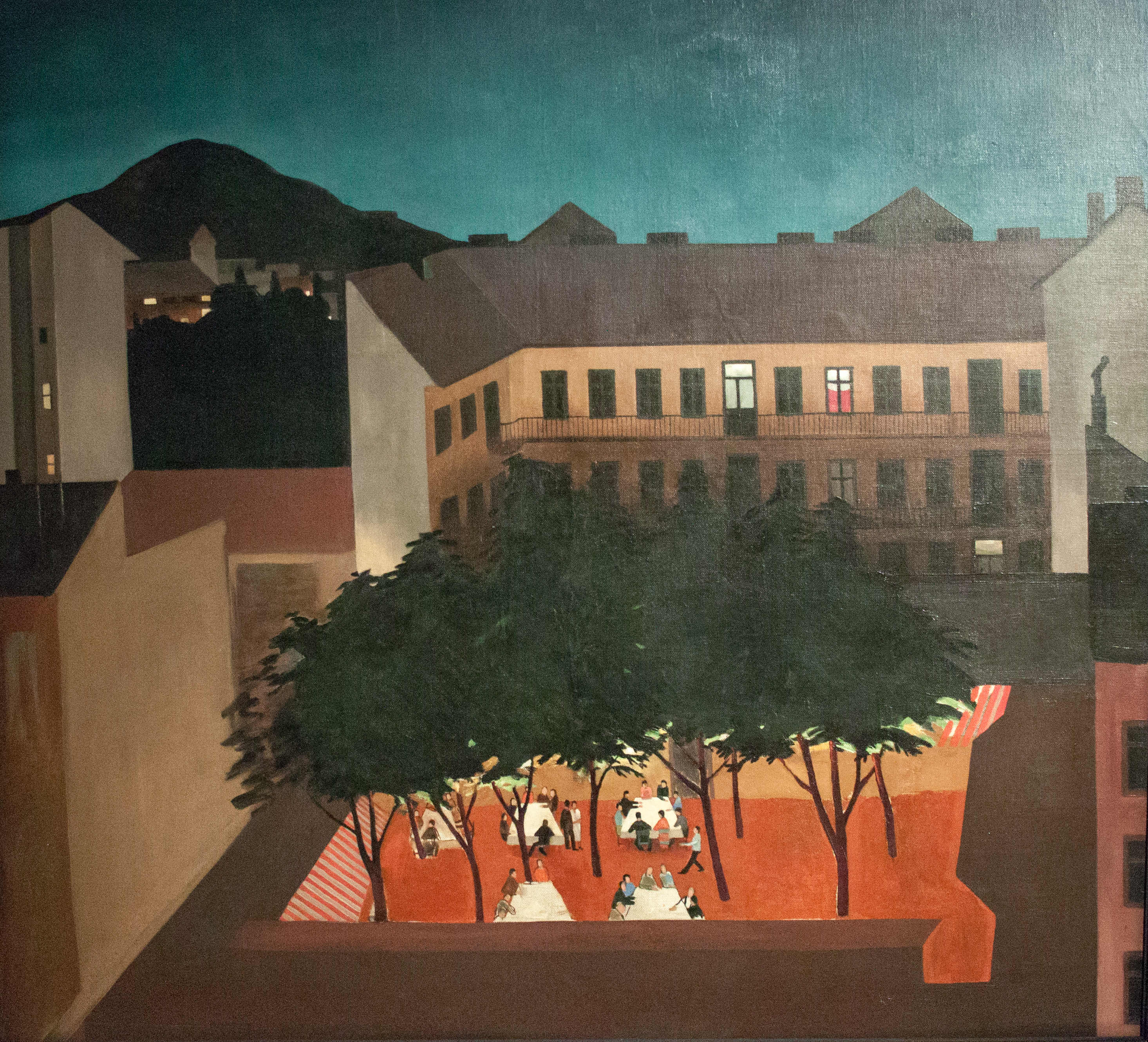
Restaurant avec jardin à Buda
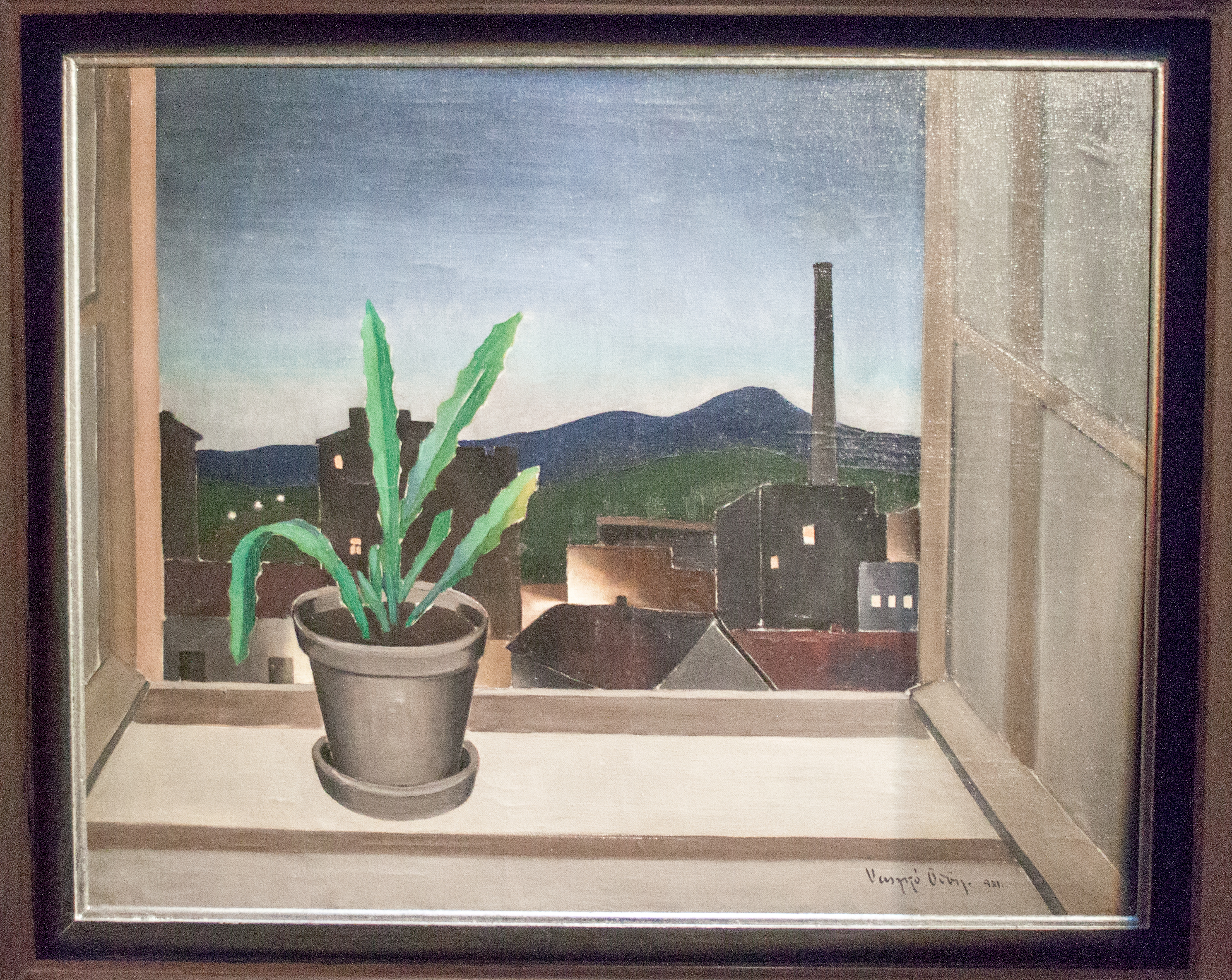
Fenêtre ouverte